# با من مواجه شو
با من مواجه شو (انگلیسی: Face Me؛‏ کره‌ای: 페이스 미) یک مجموعه تلویزیونی محصول کره جنوبی با بازی لی مین کی، هان جی هیون، لی یی کیونگ و جون به سو است. این مجموعه از ۶ نوامبر ۲۰۲۴، روزهای چهارشنبه و پنجشنبه ساعت ۲۱:۵۰ (کی‌اس‌تی) از کی‌بی‌اس۲ پخش شد. این مجموعه همچنین برای استریم در ویکی در مناطق منتخب قابل دسترسی است.

## بازیگران
- لی مین کی در نقش چا جونگ وو[۳]
- هان جی هیون در نقش لی مین هیونگ[۳]
- لی یی کیونگ در نقش هان وو جین[۳]
- جون به سو در نقش کیم سوک هون[۳]

## تولید

### توسعه
این مجموعه به کارگردانی جو روک هوان است که قبلاً کارگردان صدا ۲ (۲۰۱۸) بوده است و به نویسندگی هوانگ یه جین است که نویسندگی مادر مرموز (۲۰۱۸) را بر عهده داشته است.

### انتخاب بازیگران
در ۳ فوریه ۲۰۲۴، حضور هان جی هیون در این مجموعه تأیید شد.
در ۲۶ سپتامبر ۲۰۲۴، گزارش شد که لی مین کی، هان جی هیون، لی یی کیونگ و جون به سو گروه بازیگران این مجموعه هستند.

### فیلم‌برداری
تصویربرداری اصلی در مارس ۲۰۲۳ آغاز شد. در ابتدا قرار بود که فیلم‌برداری در فوریه ۲۰۲۳ آغاز شود.